# 西尾克三郎
西尾 克三郎（にしお かつさぶろう、1914年〈大正3年〉3月15日 - 1984年〈昭和59年〉1月30日）は、日本の鉄道写真家。形式写真、列車写真を問わず多くの名作を残した。

## 略歴
1914年（大正3年）3月15日、大阪府に生まれる。
1930年（昭和5年）12月2日、ベスト判のパーレットカメラを使用して芦屋駅でC53を撮影したのが、西尾の鉄道写真の写し始めであった。その後川崎車両製C10 1の形式写真に感化され組立暗箱を使用して形式写真の撮影を始める。初めての撮影は1931年（昭和6年）12月20日、芦屋駅でのD50 312だった。以降、今村潔や牧野俊介の協力を得ながら撮影活動を行う。また、戦前期に汽車製造の公式写真の撮影も担当した。
苗村武と『オール日本列車写真集』を刊行したほか、1939年（昭和14年）から1941年（昭和16年）に蒸気機関車研究誌『古典ロコ』を90部限定で10号まで発行した。戦後、一時的に動態復元されたC53 45の走行音を録音したレコード『復活したC53 45』をキングレコードから発売。SLブーム期のSLレコードブームの先駆となった。
1942年（昭和17年）12月、毎日新聞社に入社。写真部に配属される。1944年（昭和19年）に北支へ出征し、1946年（昭和21年）に帰還。
1964年（昭和39年）6月17日、留萌駅でのD61をもって、当時撮影可能な国鉄蒸気機関車の全形式の撮影を完了した。
1969年（昭和44年）4月1日、日本交通公社に入社し交通科学館展示課図書室に勤務。
1984年（昭和59年）1月30日死去。各鉄道誌が西尾の訃報を伝え、黒岩保美、高田隆雄、広田尚敬、諸河久らプロの鉄道写真家からも追悼文が寄せられた。

## ギャラリー

### 形式写真

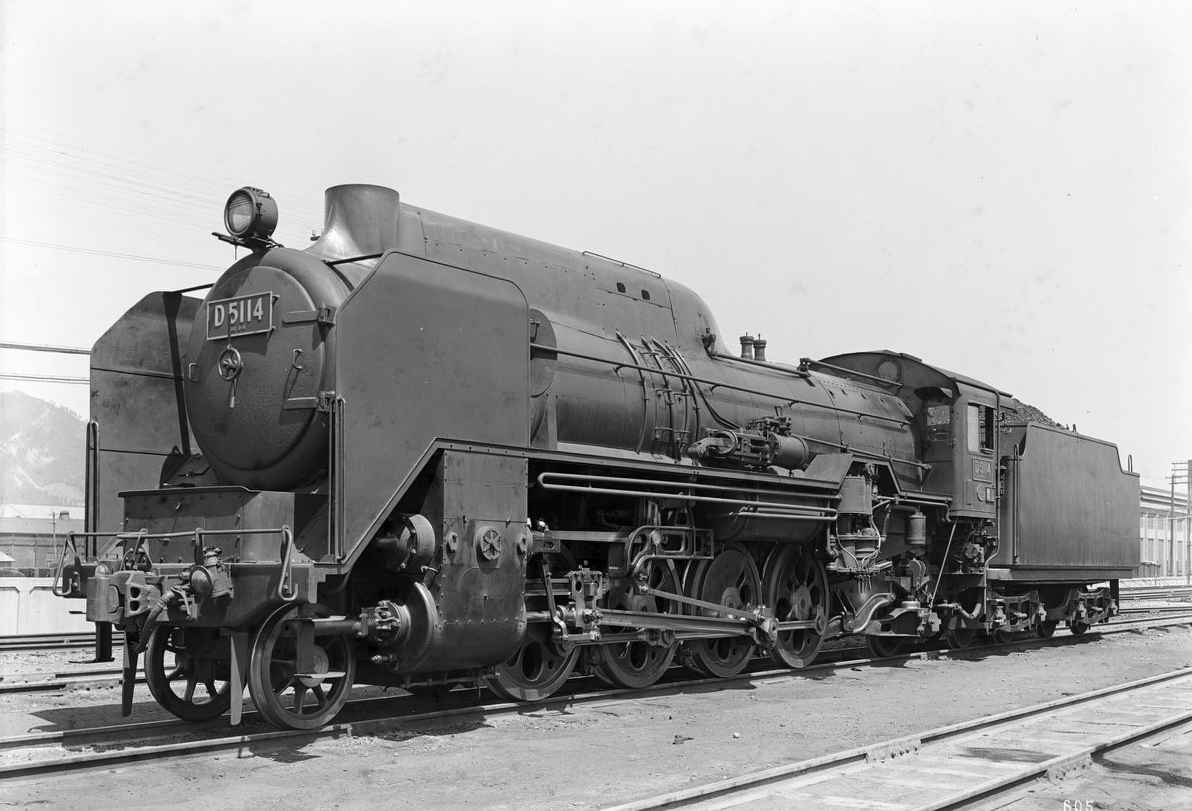
D51 14（1935年）
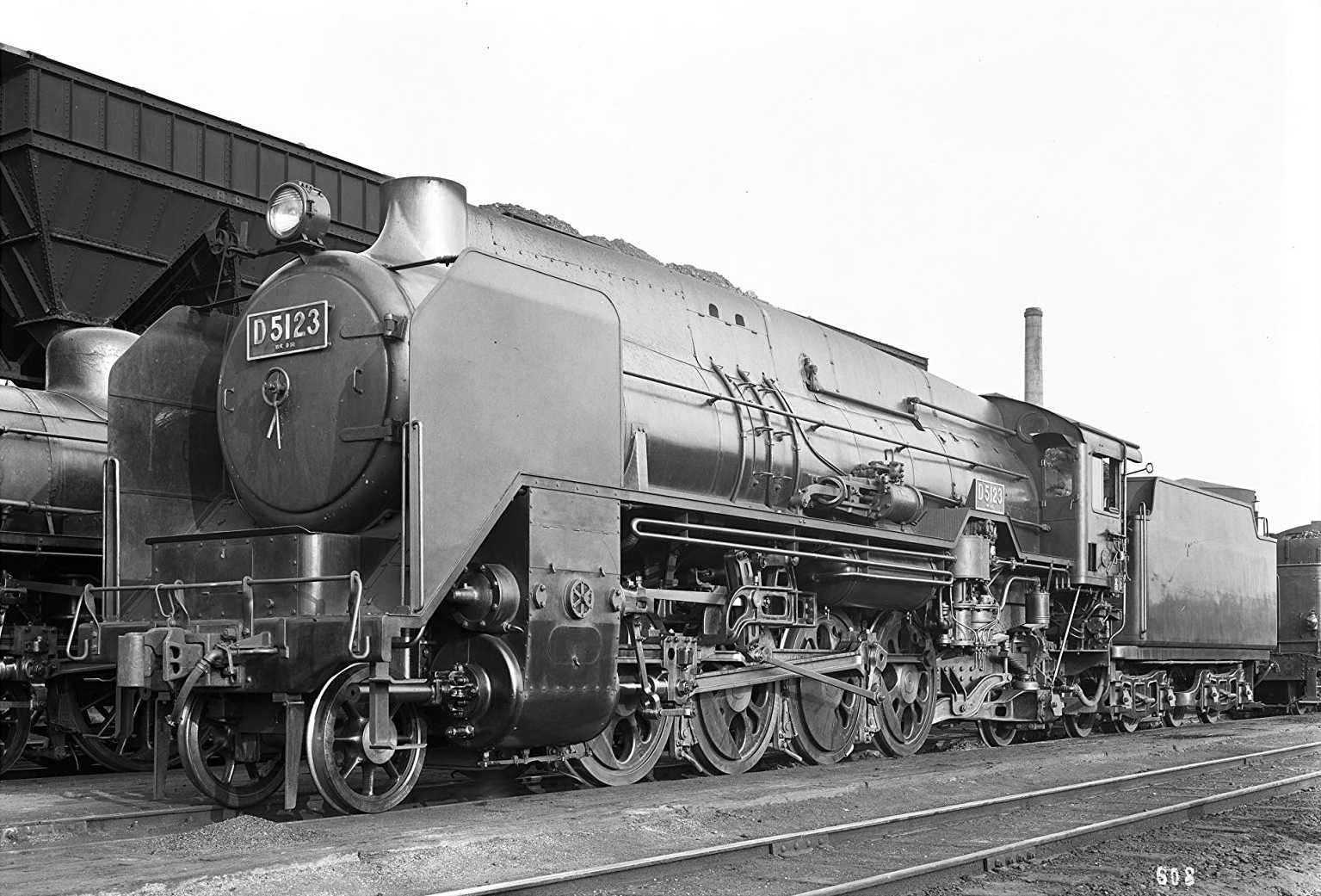
D51 23（1936年）
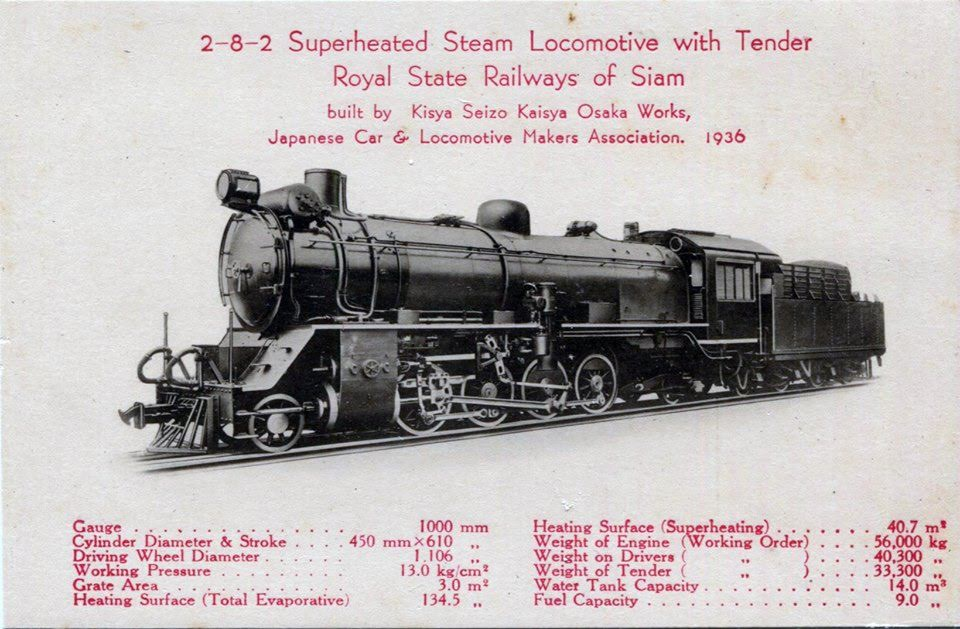
タイ国鉄 DX50（1936年）
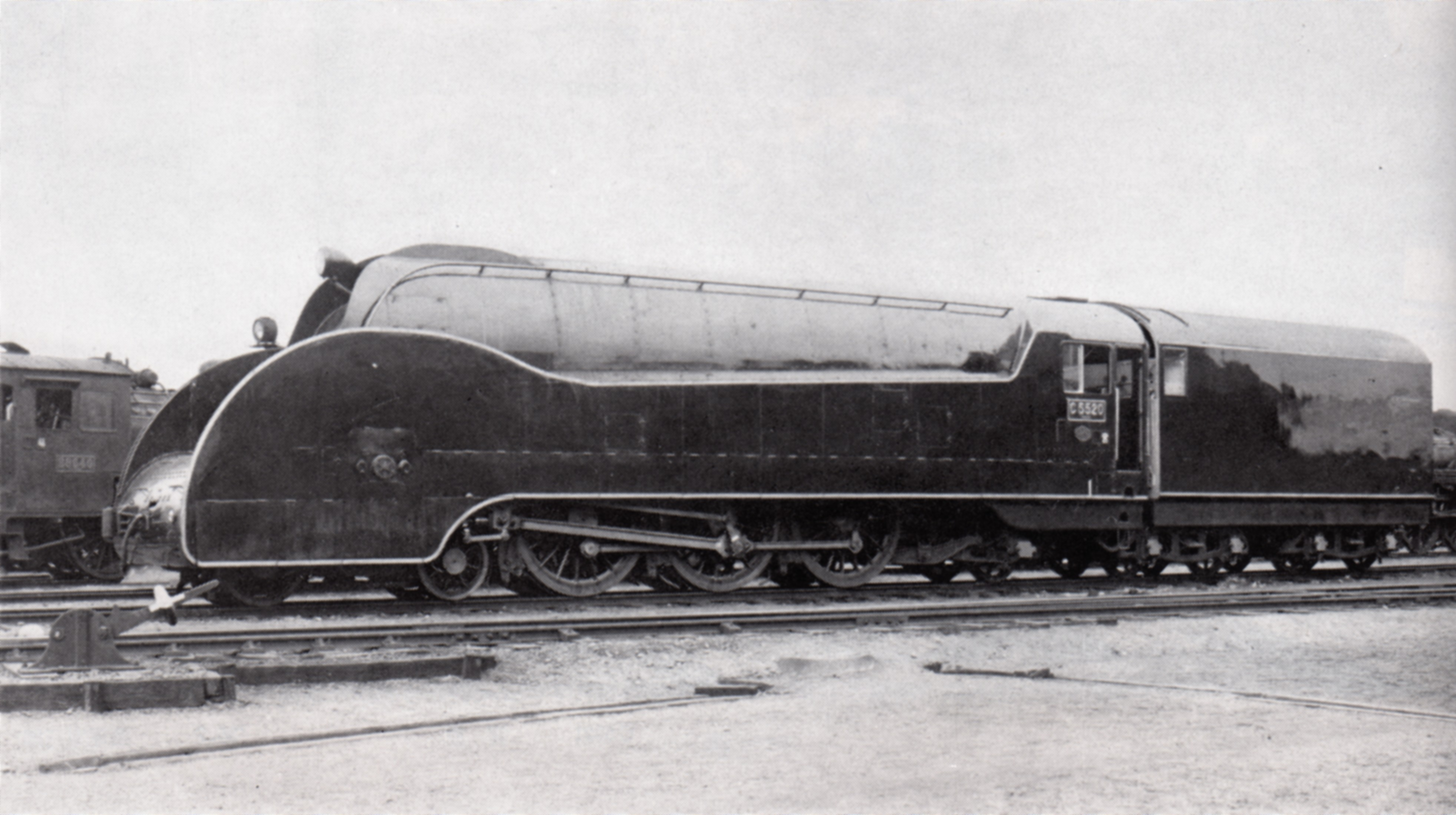
C55 20（1936年）
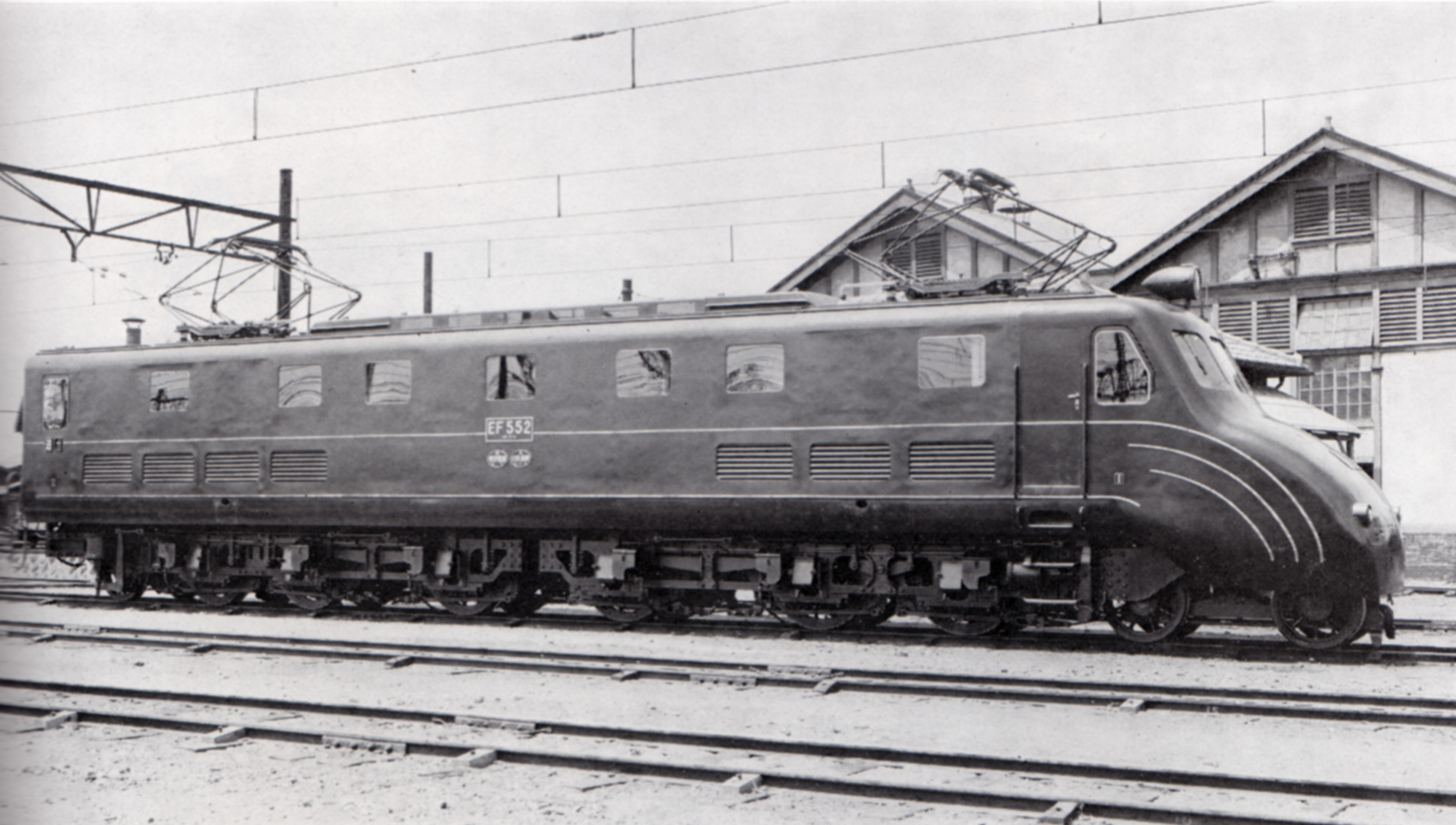
EF55 2（1936年）
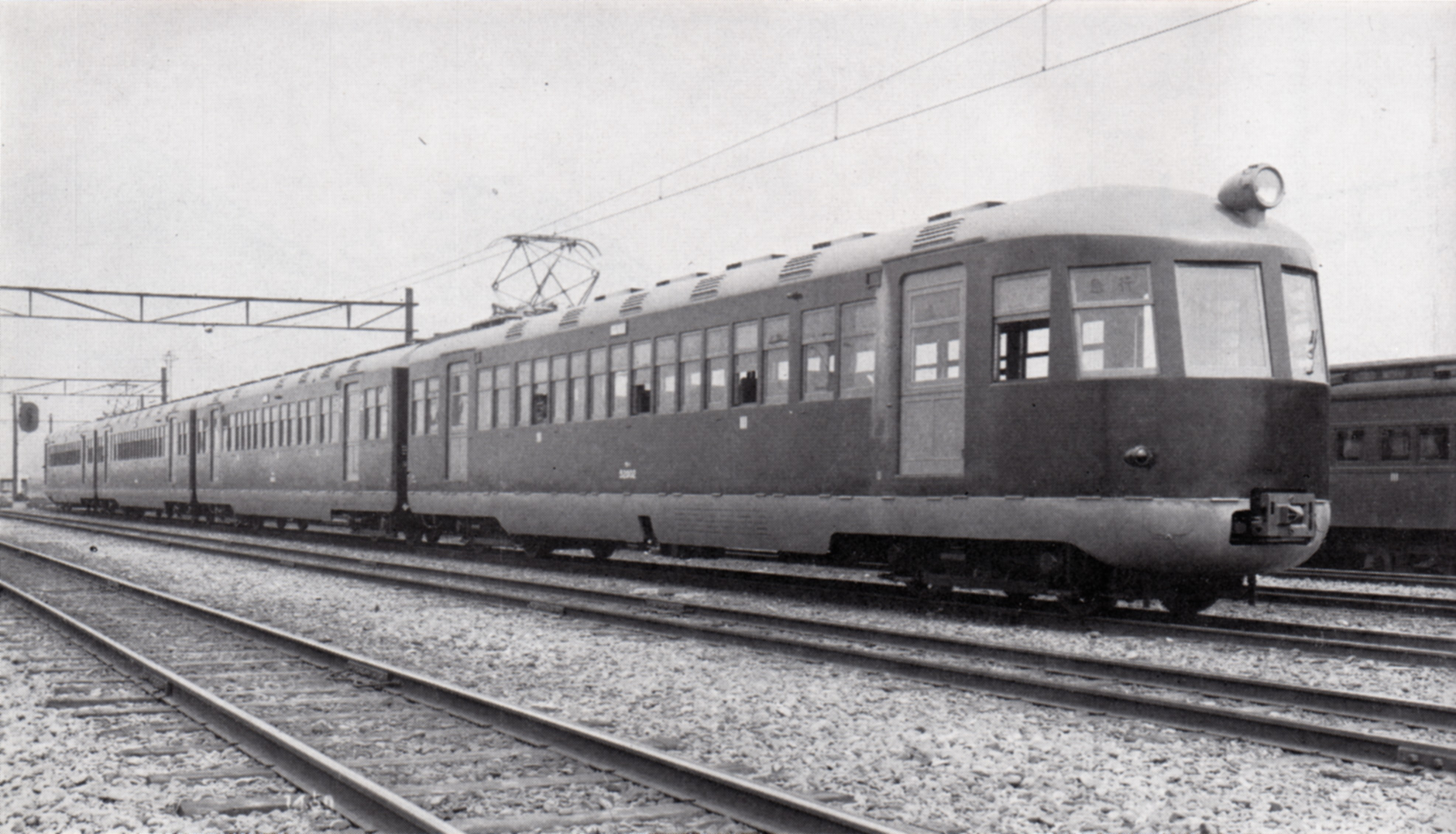
モハ52（1936年）
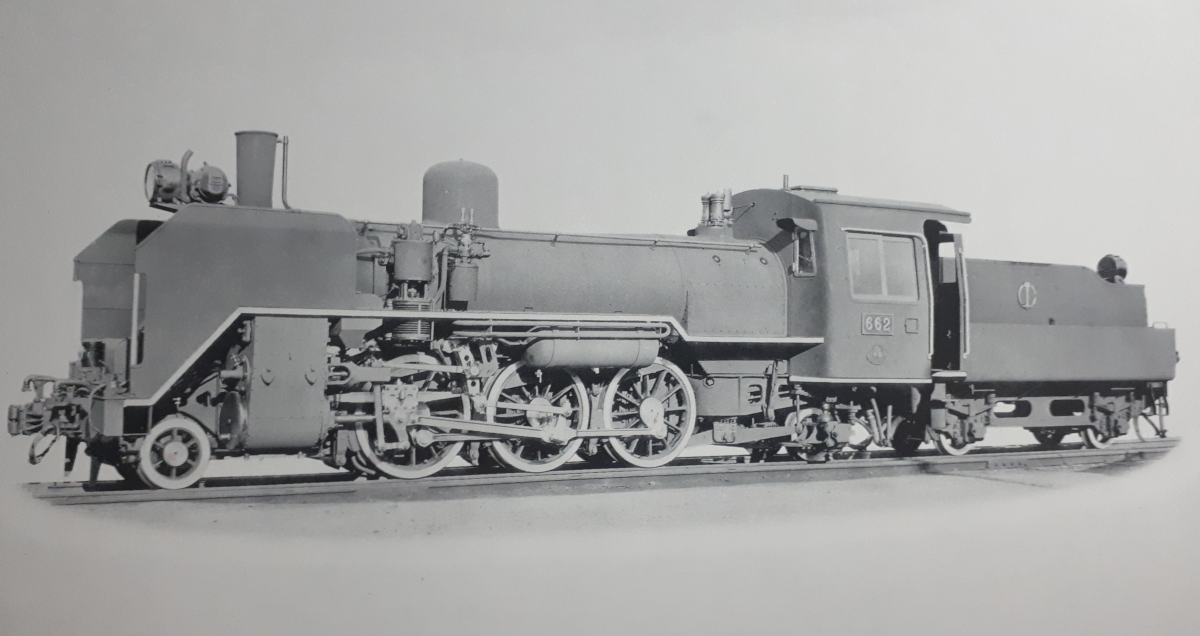
朝鮮鉄道 662（1937年）
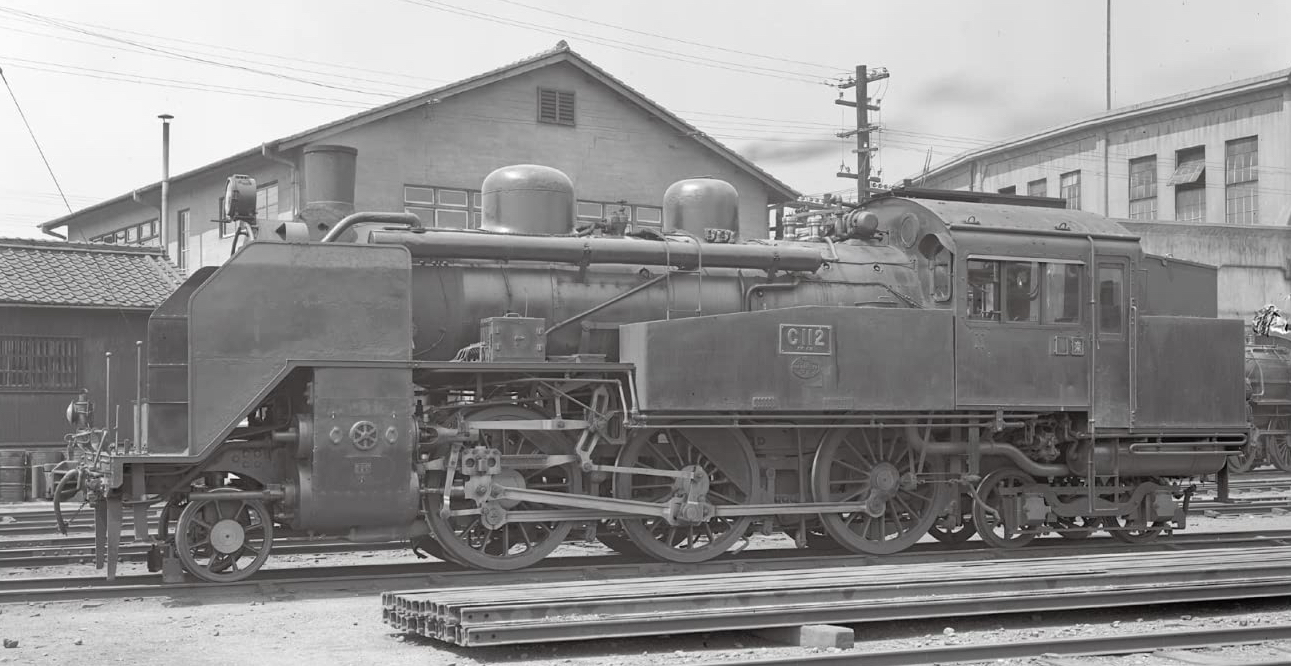
C11 2（1938年）
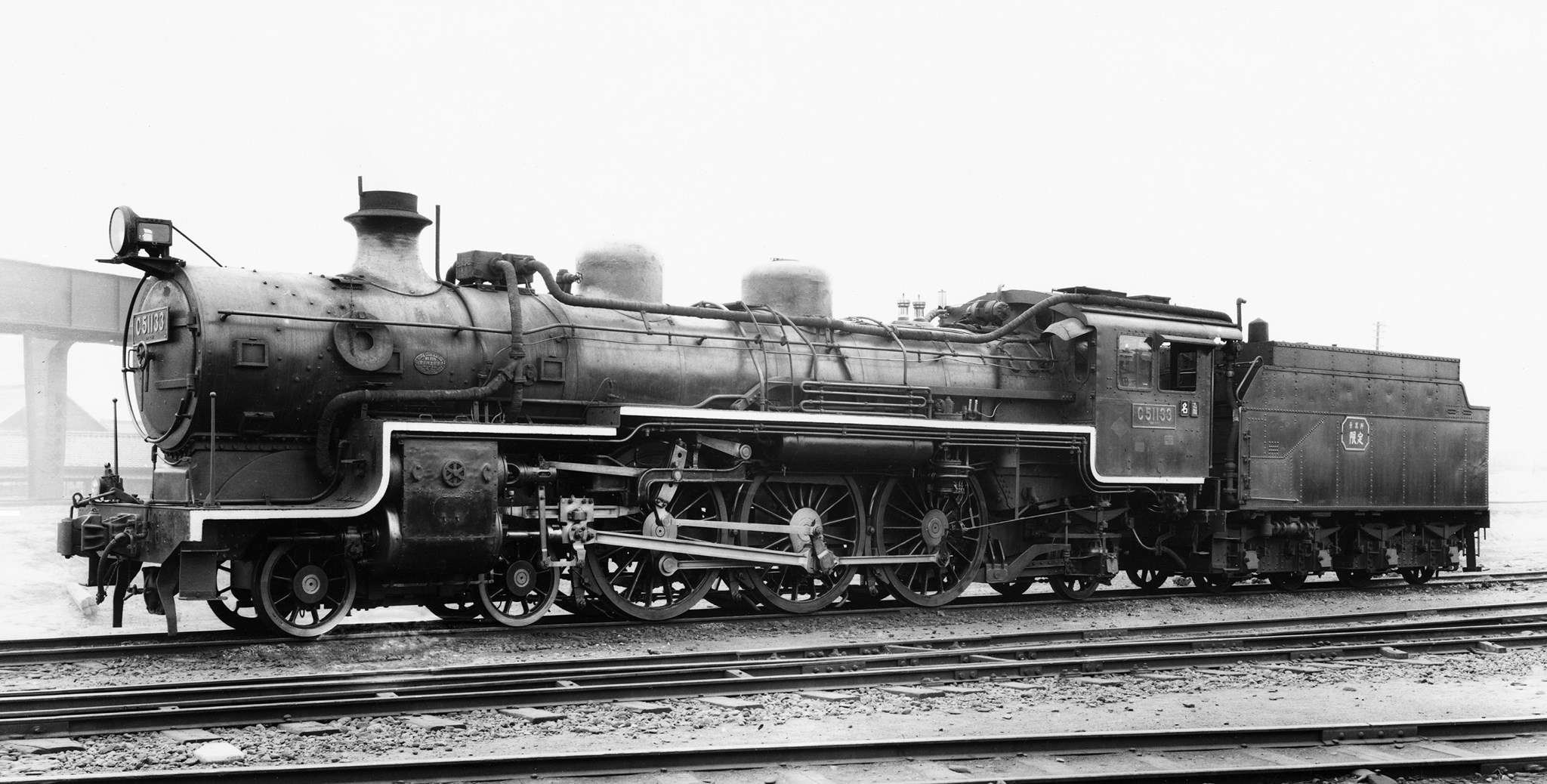
C51 133（1939年）
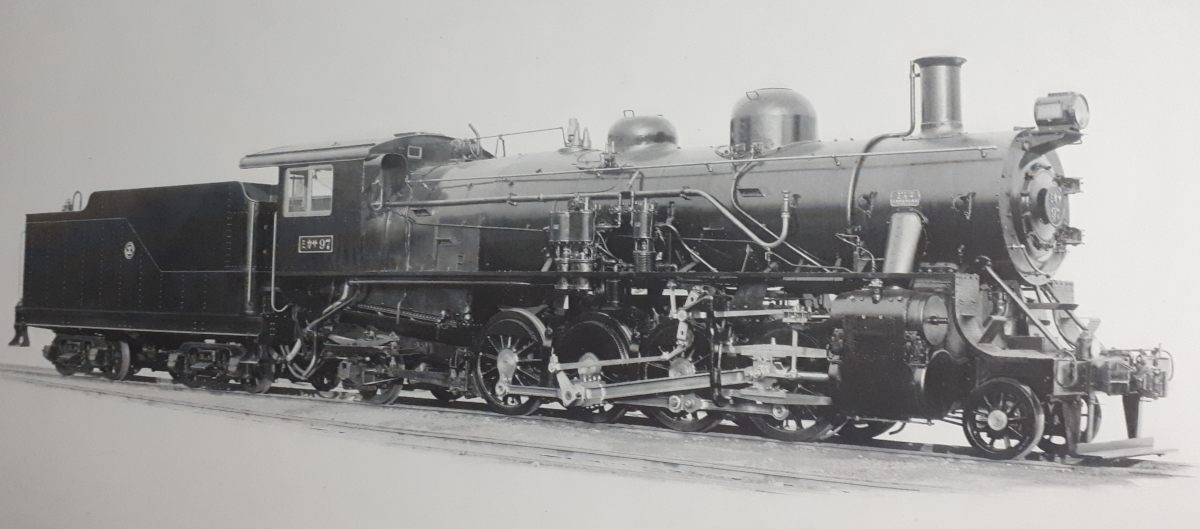
朝鮮総督府鉄道ミカサ 97（1939年）
朝鮮総督府鉄道 マテイ 5（1941年）[8]
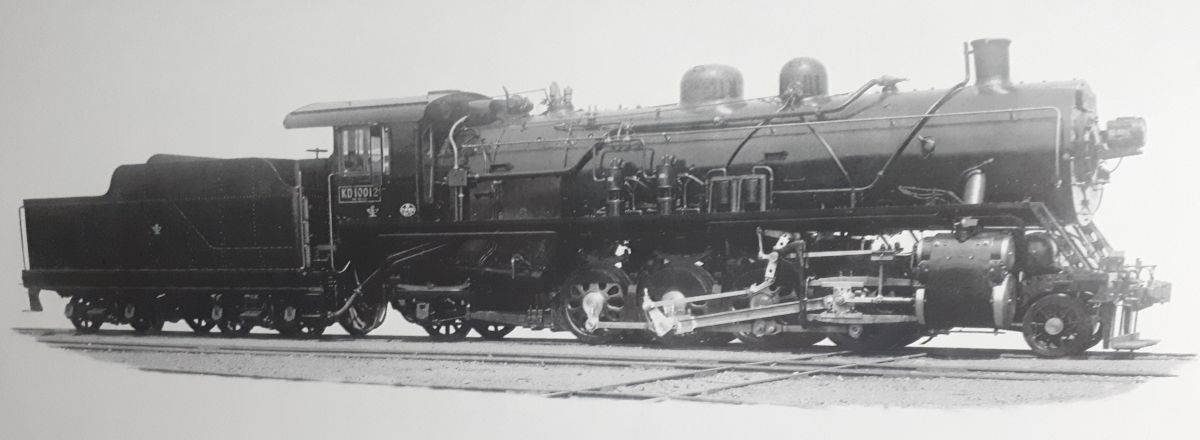
華中鉄道 KD10012（1941年）

### 列車写真

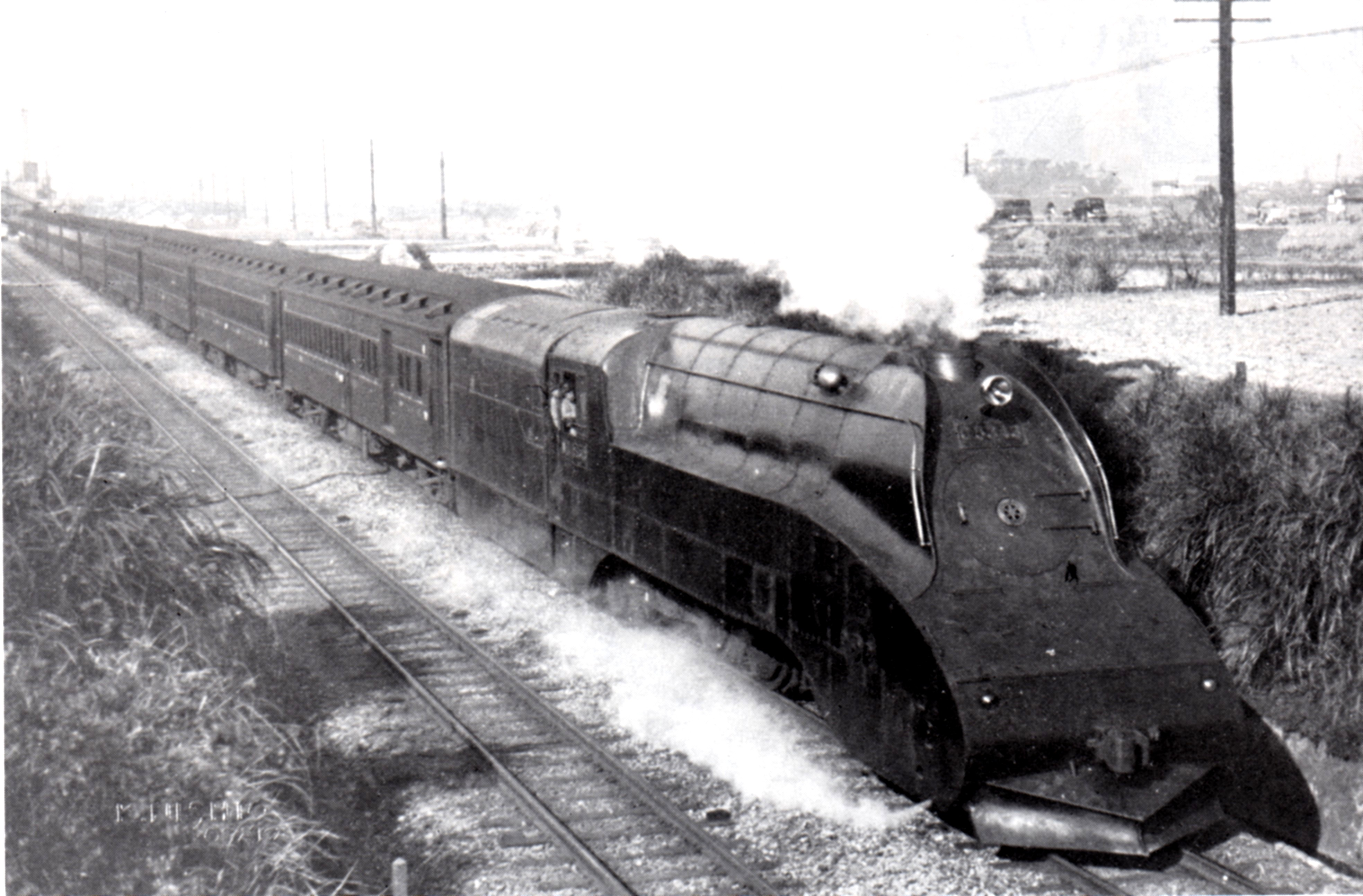
流線形蒸機C53 43。西明石にて（1934年）
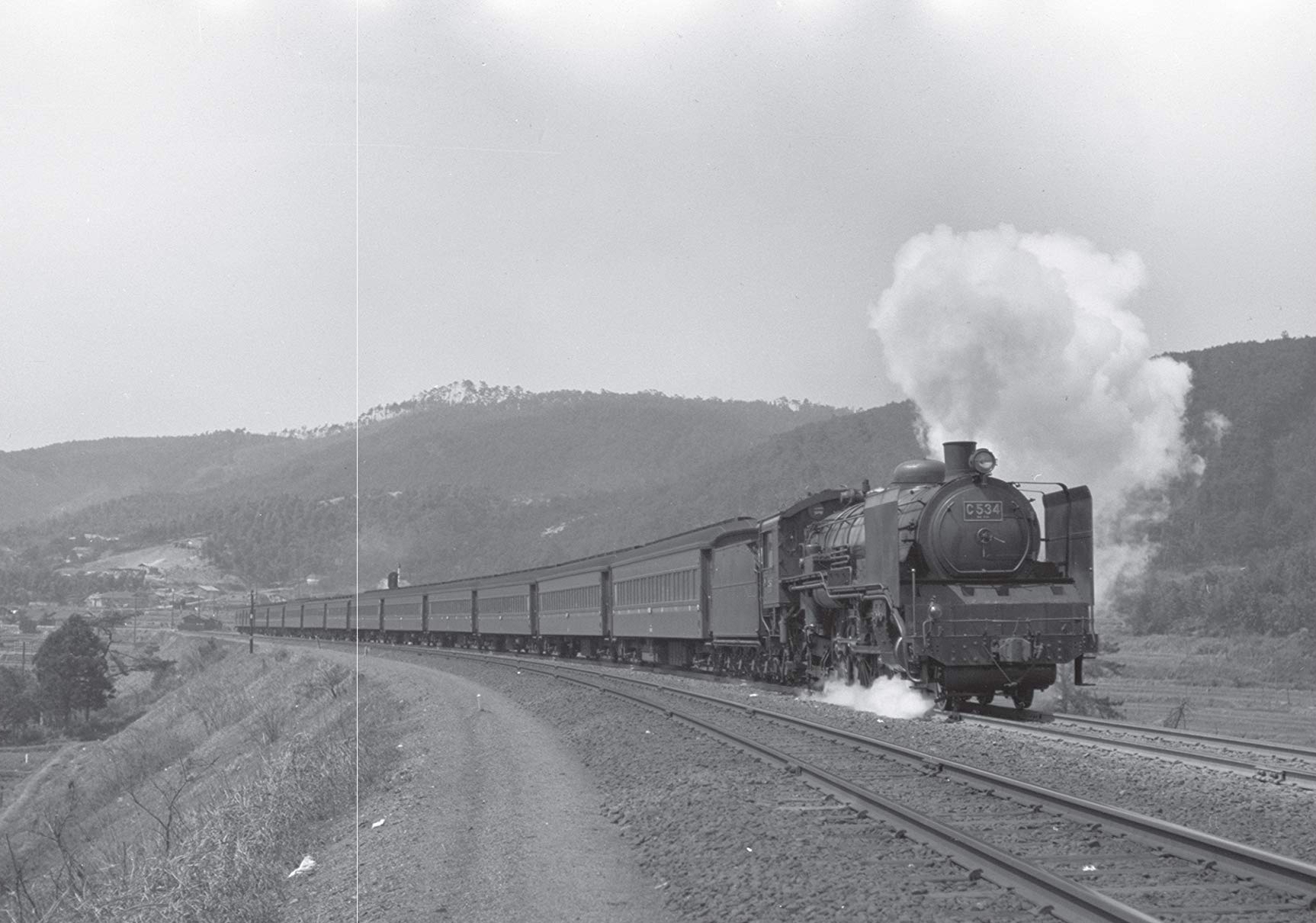
急行10列車を牽引し山科の大築堤を往くC53 4（1936年）
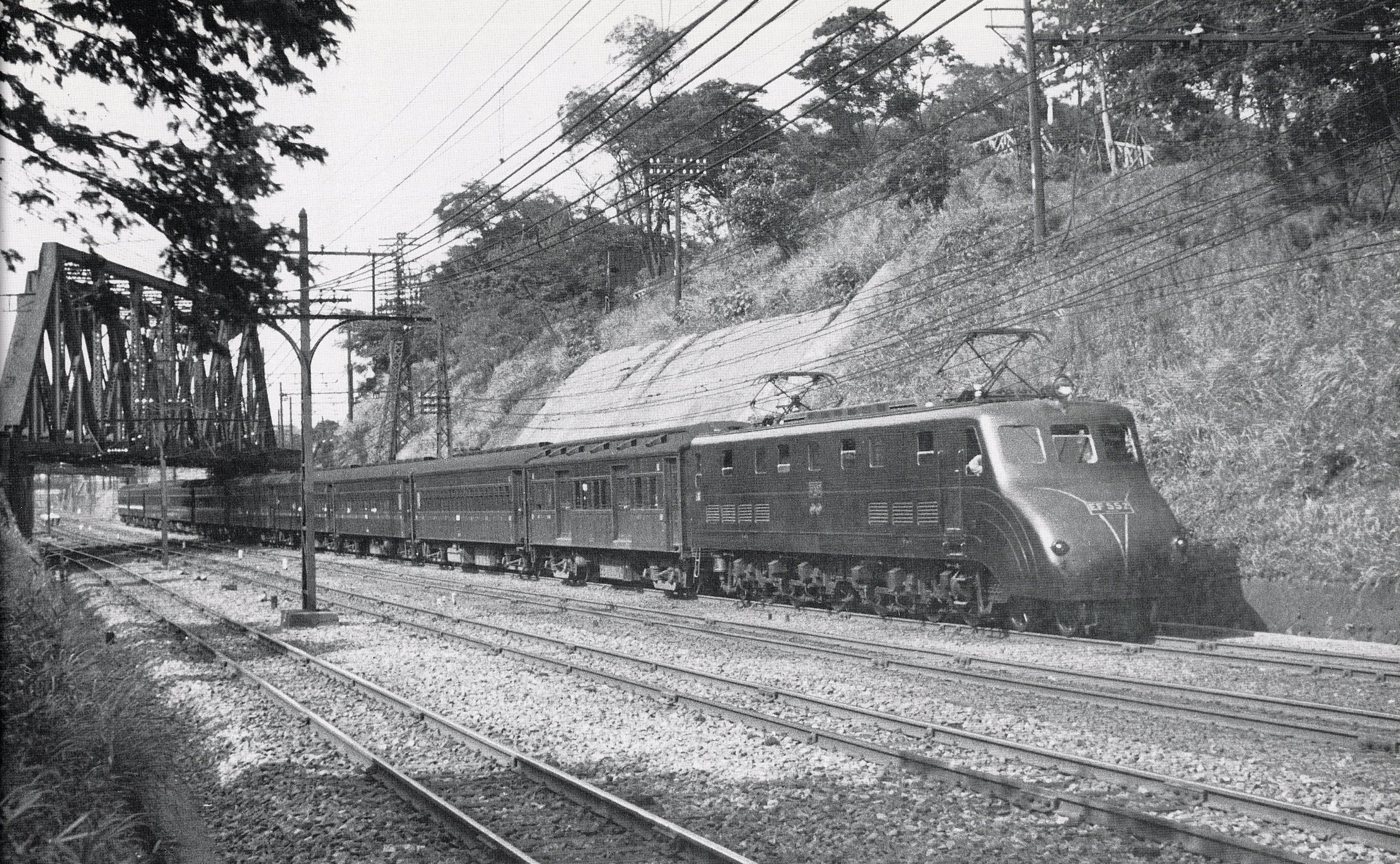
特急「富士」をけん引する流線形電機EF55 2（1936年）
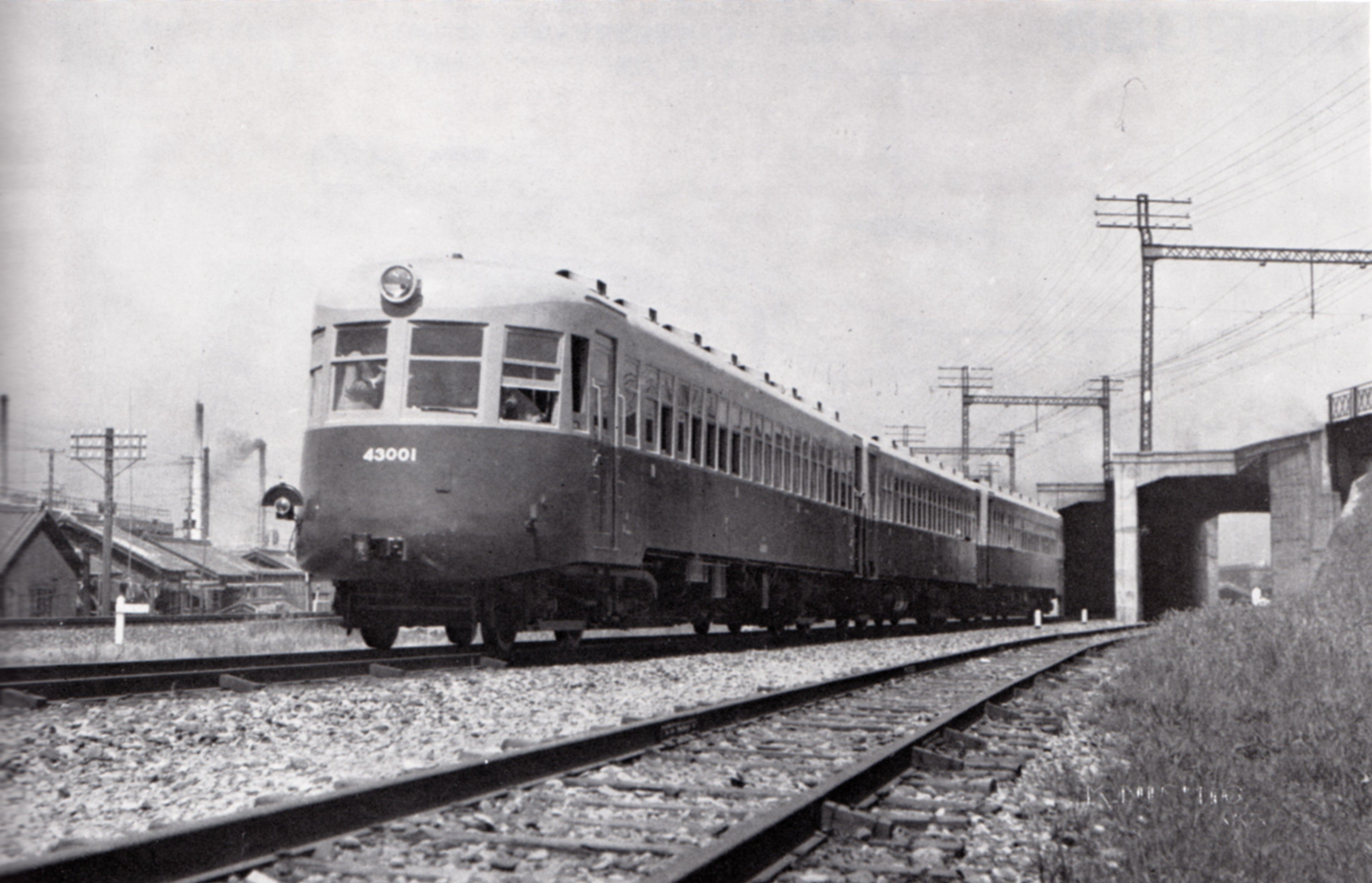
鷹取‐兵庫間で試運転中のキハ43000（1937年）

## 著作
- 『日本の蒸気機関車』 (鉄道図書刊行会、1960年)　臼井茂信との共著。
- 『記録写真 蒸気機関車』（交友社、1970年）
- 『大阪の省電 Vol.1 西尾克三郎形式写真集』（エリエイ出版部／プレス・アイゼンバーン、1978年）
- 『ライカ鉄道写真全集』 1 （エリエイ出版部／プレス・アイゼンバーン、1992年）ISBN 4871124215
- 『ライカ鉄道写真全集』 2 （エリエイ出版部／プレス・アイゼンバーン、1993年）ISBN 4871124223
- 『ライカ鉄道写真全集』 3 （エリエイ出版部／プレス・アイゼンバーン、1993年）ISBN 4871124231
- 『ライカ鉄道写真全集』 4 （エリエイ出版部／プレス・アイゼンバーン、1994年）ISBN 487112424X
- 『ライカ鉄道写真全集』 5 （エリエイ出版部／プレス・アイゼンバーン、1998年）ISBN 4871124258
- 『ライカ鉄道写真全集』 6 （エリエイ出版部／プレス・アイゼンバーン、2004年）ISBN 4871124266
- 『ライカ鉄道写真全集』 7 （エリエイ出版部／プレス・アイゼンバーン、2006年）ISBN 978-4871124270
- 『ライカ鉄道写真全集』 8 （エリエイ出版部／プレス・アイゼンバーン、2010年）ISBN 978-4871124287
- 『電車の肖像 西尾克三郎組立カメラ作品集』上（エリエイ出版部／プレス・アイゼンバーン、2001年）ISBN 4871124177
- 『電車の肖像 西尾克三郎組立カメラ作品集』下（エリエイ出版部／プレス・アイゼンバーン、2002年）ISBN 4871124185